# Krefeld-Uerdingen am Rhein
Stadt und Stadtkreis Krefeld-Uerdingen am Rhein (amtlich oft Krefeld-Uerdingen a. Rh.) entstand 1929 aus den beiden niederrheinischen Städten Krefeld und Uerdingen. Einzigartig war die weiterhin bestehende kommunale Selbstständigkeit der beiden Stadtteile, die mit ihrer Stadtgemeinde eine dreigliedrige „Dachgemeinschaft“ bildeten. Diese Konstruktion wurde 1940 aufgelöst und der Stadtkreis in Krefeld umbenannt.

## Vorgeschichte
Die Industrialisierung mit ihrer sprunghaften Entwicklung von kleinen Dörfern zu großen Städten führte im 19. und 20. Jahrhundert auch in der preußischen Rheinprovinz zu zahlreichen Kreisreformen, um die Kommunen territorial neu zu ordnen. Der Erste Weltkrieg und die Nachkriegszeit mit belgischer Besatzung unterbrachen die weitere Planung. Eine groß angelegte Neugliederung der Industriegebiete am mittleren Niederrhein begann erst Mitte der 1920er Jahre. Der preußische Innenminister Albert Grzesinski strebte an, aus den fünf dortigen Landkreisen einen Nord- und einen Südkreis zu bilden. Krefeld sollte dabei Teile des Landkreises Kempen sowie des Landkreises Krefeld erhalten und möglichst zusammen mit Uerdingen einen gemeinsamen Stadtkreis bilden. Da für Uerdingen auch die Option bestand, als Stadt in den Landkreis Moers zu wechseln, legte man die Angelegenheit zur Einigung in die Hände der beiden Kommunen. Die Ernennung Uerdingens zur kreisfreien Stadt wurde nach Prüfung wegen zu geringer Größe ausgeschlossen.
Krefeld war durch seine Textilindustrie bereits im 19. Jahrhundert zur Großstadt geworden. Schon lange hatten dortige Kommunalpolitiker einen Blick auf die Nachbarstadt Uerdingen geworfen, schien sie doch durch ihre chemische Industrie, das metallverarbeitende Gewerbe und eine 3,5 km lange Rheinfront eine sinnvolle Ergänzung zur eigenen Wirtschaft und den 1905 erbauten Krefelder Hafen. Ein Übertritt Uerdingens in den nördlich gelegenen Landkreis Moers wurde verworfen. Zudem gab es bereits punktuelle Zusammenarbeit mit Krefeld; die Nachbarstadt betrieb etwa die Crefeld-Uerdinger Localbahn. Die Einwohnerzahl der beiden Städte war enorm unterschiedlich. Vor dem Zusammenschluss 1929 hatte Krefeld 130.000 Einwohner, Uerdingen rund 14.500.

## „Dachgemeinschaft“ und Neugliederung
„Das Wichtigste für die Stadt Uerdingen ist die Erhaltung ihrer Selbstverwaltung und ihrer unangetasteten Selbständigkeit“, hieß es 1927 in einer Entschließung der Stadtverordnetenversammlung der Rheinstadt. Darum kam selbst ein weitgehend liberaler Eingemeindungsvertrag nach dem Vorbild von Frankfurt-Höchst für die Uerdinger nicht in Frage. Daher gründeten Krefeld und Uerdingen einen Zweckverband, der im Vertrag über einen zweckverbandsmäßigen Zusammenschluss der Städte Krefeld und Uerdingen am Rhein vom 12. Dezember 1928 als „Dachgemeinschaft“ bezeichnet wurde. Er gestand beiden Städten für eine längere Zeit eine größtmögliche Eigenständigkeit zu. Die Stadt erhielt als Gesamtgemeinde, von Uerdingen kategorisch so verlangt, die Bezeichnung Krefeld-Uerdingen am Rhein.
Unterhändler der Einigung waren der Bürgermeister Wilhelm Warsch (Deutsche Zentrumspartei) für Uerdingen und der parteilose, nationalliberal gesinnte Bürgermeister Johannes Johansen für Krefeld. Der geschickt taktierende Warsch setzte nicht nur in Krefeld die Dachgemeinschaft durch, sondern auch in der preußischen Verwaltung ihre Übernahme in das Gesetz über die kommunale Neugliederung des rheinisch-westfälischen Industriegebiets vom 29. Juli 1929. Es legte in §7 die Struktur der Dachgemeinschaft fest, ohne diese Bezeichnung zu benutzen. Die Stadtgemeinden Krefeld und Uerdingen wurden zum Stadtkreis „Krefeld-Uerdingen a. Rh.“ vereinigt. Für eine längere Übergangszeit sollten nur bestimmte Verwaltungszweige in die gemeinsame Verwaltung übergehen, die übrigen aber von beiden Stadtteilen getrennt und selbständig verwaltet werden. Die Gesamtstadt erhielt die in Preußen üblichen Zuständigkeiten der Stadt- und Landkreise, die sogenannten „Kreissachen“: Wahlen, Statistik, die Jugendpflege sowie die Versorgungsinfrastruktur (Strom, Gas, Wasser), ferner Hafen und Werften. Alle anderen Kompetenzen, die in Stadtkreisen sonst ebenfalls bei der kommunalen Zentralverwaltung lagen, blieben in den Stadtteilen Krefeld und Uerdingen, so dass sich an der kommunalen Verwaltungsarbeit der beiden Rathäuser nur wenig änderte. Nicht nur die Stadtgemeinde Krefeld-Uerdingen a. Rh., sondern auch die Stadtteile Krefeld und Uerdingen wurden zu Körperschaften des öffentlichen Rechtes, wobei es sich bei den beiden Stadtteilen um eigenständige Gebietskörperschaften handelte. Krefeld und Uerdingen sollten bei Kommunalabgaben und beim Finanzausgleich steuerlich weitgehend selbstständig bleiben und weiterhin eigene Wahlbezirke bilden. Eine Ortssatzung sollte die Einzelheiten der Zusammenarbeit und die Befristung klären.
Die Dachgemeinschaft bestand aus einer „im deutschen Kommunalverfassungsrecht bis heute einzigartigen Konstruktion“, wie der Verwaltungshistoriker Joachim Lilla schrieb. Es gab den neuen Stadtkreis, der aus den alten Städten Krefeld und Uerdingen sowie eingemeindeten Gebieten bestand. Innerhalb dieser Stadtgemeinde existierten nun die beiden „Stadtteile“ Krefeld (aus Alt-Krefeld mit Fischeln, Traar, Gellep-Stratum sowie einem Teil Benrads) sowie Uerdingen (mit dem Gebiet des bisherigen Uerdingen sowie dem südlichen Teil Kaldenhausens, dem Hagschinkel-Gebiet).
An Institutionen gab es für Krefeld-Uerdingen am Rhein nun eine gemeinsame Stadtverordnetenversammlung sowie einen Oberbürgermeister. Hinzu kamen Bezirksverordnetenversammlungen für Krefeld und Uerdingen. Der Oberbürgermeister von Krefeld-Uerdingen am Rhein war zugleich Bürgermeister von Krefeld, der Bürgermeister Uerdingens zugleich Erster Beigeordneter und Vertreter des Oberbürgermeisters von Krefeld-Uerdingen am Rhein.

## Ortssatzung
Die Ortssatzung vom 25. April 1930 bestimmte die Verwaltung der beiden Stadtteile Krefeld und Uerdingen für eine Übergangszeit bis zum 31. März 1949. Zudem wurde ein „Vertrag zwischen der Stadtgemeinde Krefeld-Uerdingen a. Rh. als Körperschaft einerseits und den Stadtteilen Krefeld und Uerdingen, ebenso Körperschaften des öffentlichen Rechts andererseits, sowie dem Stadtteil Krefeld einerseits und dem Stadtteil Uerdingen andererseits“ geschlossen. Er regelte neben den Rechtsbeziehungen und Verpflichtungen untereinander u. a. die Gas-, Wasser- und Elektrizitätsversorgung, der Hafengemeinschaft, von Schulen, Bädern und Schlachthof, von Stadtwappen, Siegel und Flagge sowie über die Tilgung von Gemeindeschulden und wurde teils verbissen verhandelt. Festgeschrieben war z. B. trotz Bedenken der Reichsbahn die Umbenennung der Bahnhöfe Krefeld in Krefeld-Uerdingen-Hauptbahnhof und Uerdingen in Krefeld-Uerdingen-Rheinbahnhof. In der Ortssatzung wurden immerwährende Elemente festgelegt, z. B. die dauerhafte Erhaltung der Bücherei, der Polizeidienststelle und des Rathauses in Uerdingen. Beide Vertragswerke traten nach Zustimmung der Bezirksversammlungen Krefelds und Uerdingens sowie der Stadtverordnetenversammlung von Krefeld-Uerdingen am Rhein und der Bezirksregierung in Düsseldorf in Kraft.
Schon am 30. April 1930 wurde Heinrich Hüpper, zuvor langjähriger Bürgermeister von Neuss, als Nachfolger von Johansen zum Oberbürgermeister von Krefeld-Uerdingen am Rhein und Bürgermeister des Stadtteils Krefeld gewählt. Am 11. Juni 1930 folgte Warsch als erster Beigeordneter der neuen Stadt und Bürgermeister des Stadtteils Uerdingen.

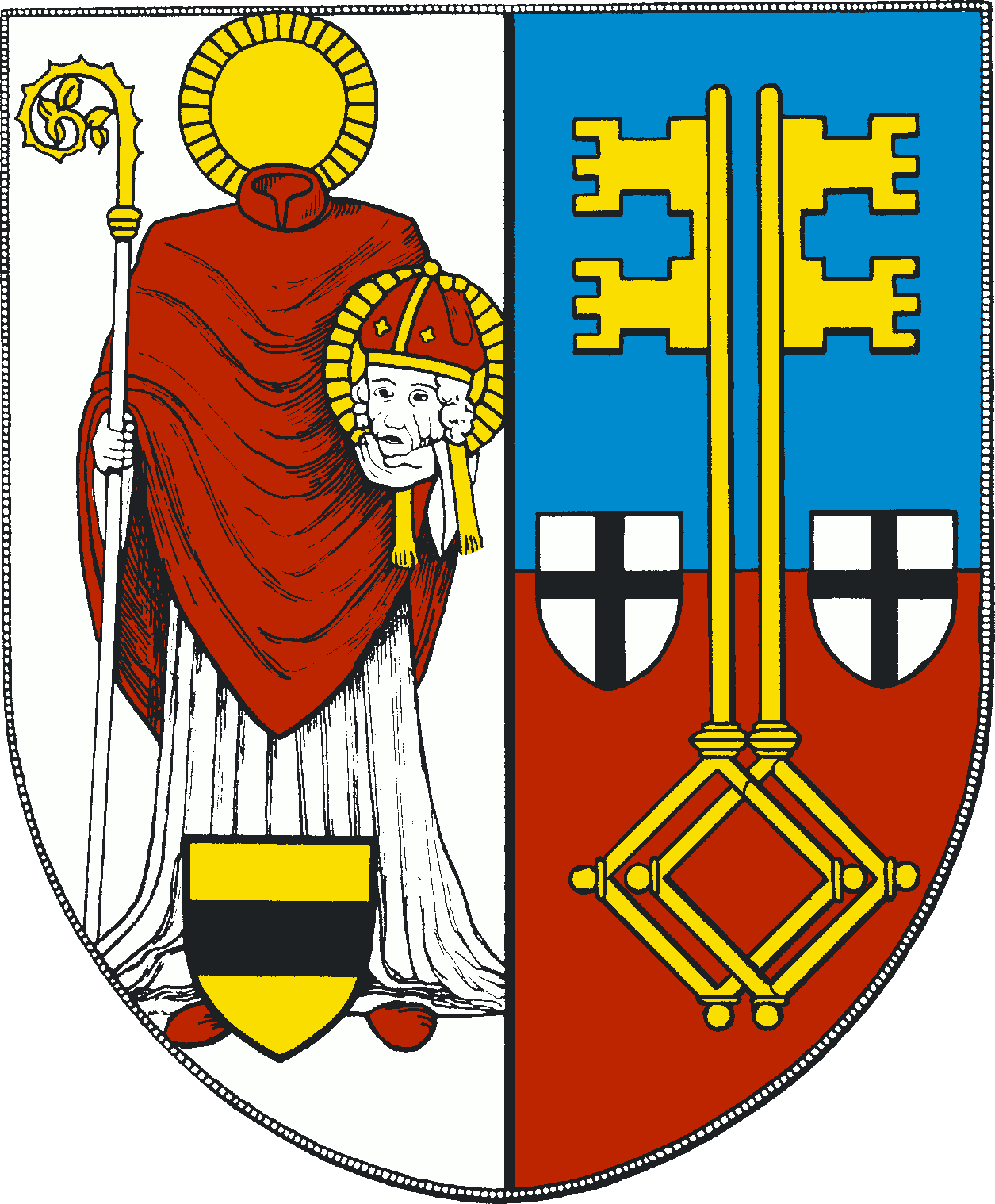
Zum Vergleich: heutiges Wappen von Krefeld

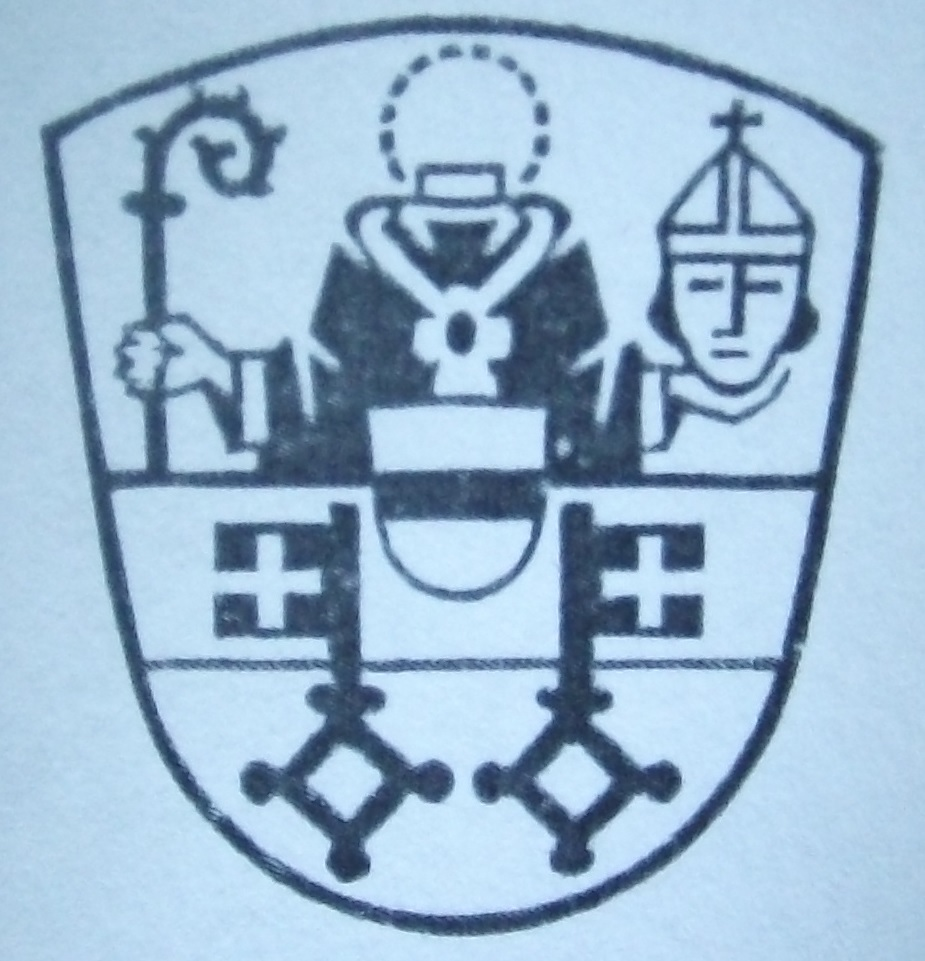
Wappen von Krefeld-Uerdingen am Rhein, 1931–1938

Seit der Vereinigung 1929 trugen amtliche Dokumente und Veröffentlichungen die Wappen von Krefeld und Uerdingen gleichberechtigt nebeneinander. Mit der Ortssatzung von 1930 einigte sich die beiden Seiten auch auf ein gemeinsames Wappen. Dessen Entwurf stammt von dem Heraldiker Otto Hupp und galt ab 1931. Im Gegensatz zum heutigen Wappen der Stadt Krefeld war der Wappenschild geteilt (oben und unten) und nicht gespalten. Das Wappen zeigte in der oberen Hälfte des Schildes das Krefelder Wappen, bestehend aus dem heiligen Dionysius, wachsend, mit dem Krummstab in der Rechten und dem abgeschlagenen Haupt in der Linken, in der unteren Hälfte das (geteilte) Uerdinger Wappen mit den beiden Schlüsseln. Das Moerser Landeswappen, eigentlich Teil des Krefelder Wappens, stand historisch und damit heraldisch falsch als Herzschild in der Mitte.

## Auflösung
Die Übernahme der Macht durch die NSDAP bedeutete das Ende der kommunalen Selbstverwaltung. Die Deutsche Gemeindeordnung (DGO) von 1935 legte fest, dass dem Führerprinzip zufolge an der Spitze der Gemeinde ein vom Staat ernannter Bürgermeister als „Leiter der Gemeinde“ stehen musste. Einen gewählten Rat als Vertretung der Bürgerschaft gab es nicht mehr.
Bürgermeister Warsch verwehrte Abordnungen von SA und Stahlhelm im Vorfeld der Kommunalwahlen vom 12. März 1933, auf dem Rathaus und anderen öffentlichen Gebäuden statt der amtlich vorgesehenen schwarz-weißen preußischen Flagge die schwarz-weiß-rote des Reichs und die Hakenkreuzflagge zu hissen. In Krefeld gelang dies dem Landgerichtspräsidenten Schleipen. Doch die Wahlen endeten mit absoluten Mehrheiten für die NSDAP und eine Liste der nationalen Rechten. Warsch wurde beurlaubt und 1935 mit 40 Jahren in den Ruhestand versetzt. Am 27. März 1933 berief der Regierungspräsident von Düsseldorf, für die Kommunalaufsicht zuständig, den ehemaligen Uerdinger Bürgermeister Aldehoff mit 65 Jahren zum kommissarischen Bürgermeister. Oberbürgermeister Hüpper wurde am 9. Juli 1933 beurlaubt und zum 1. Januar 1934 entlassen. Ihm folgte SA-Obersturmbannführer Alois Heuyng. 1938 wurde Aldehoff in Uerdingen zum Amtsrücktritt aufgefordert und durch den rigiden SS-Standartenführer Emil Hürter ersetzt.
Nach Beginn des Zweiten Weltkriegs drängte das Reichsinnenministerium (RMdI) und der Gauleiter darauf, die Dachgemeinschaft mit ihrer doppelten Verwaltungsstruktur zu Gunsten einer effizienten und kostensparenden Kriegsverwaltung aufzulösen. Die selbständige Körperschaft Krefeld wurde mit der selbständigen Körperschaft Uerdingen verschmolzen und ging zeitgleich in die Körperschaft Krefeld-Uerdingen am Rhein auf. Durch Bürgermeister-Beschlüsse in den beiden Ratsherrensitzungen Krefeld und Uerdingen sowie der Stadt Krefeld-Uerdingen am Rhein vom 25. Januar 1940 endete die Dachgemeinschaft. Krefelds Oberbürgermeister Heuyng und der Uerdinger Bürgermeister Hürter verkündeten in ähnlich lautenden Beschlüssen: „Die Übergangszeit für die getrennte und selbständige Verwaltung von Uerdingen wird auf den 1. April 1940 verkürzt.“ Dann trete die „vorbehaltlose und endgültige Vereinigung der Stadtteile Krefeld und Uerdingen“ in Kraft, ließ Hürter in das Stadtratsprotokoll aufnehmen. Es folgte der Abbau der doppelten Strukturen. So wurde u. a. am 1. September 1940 die Städtische Sparkasse Uerdingen der Stadt-Sparkasse Krefeld einverleibt.

## Umbenennung
Oberbürgermeister Heuyng drängte in einem Schreiben an den Regierungspräsidenten vom 15. Januar 1940 auf die Abschaffung des Doppelnamens. Dabei stützte er sich auf die Ratsherren des Stadtteils Krefeld, die den Doppelnamen für „unmöglich und unerträglich“ hielten. Verbände und Institutionen, darunter die Industrie- und Handelskammer, verlangten ebenfalls eine Änderung. Durch Anordnung des Oberpräsidenten der Rheinprovinz Josef Terboven vom 24. April 1940 fiel das „Uerdingen am Rhein“ weg. Ein Versuch Heuyngs, die Stadt in Krefeld am Rhein umzubenennen, scheiterte an Terboven.

## Nachkriegszeit
Nach Beendigung der Kriegshandlungen versuchte der Industrielle Edmund Holtz, ein von den westlichen Alliierten als weitgehend unbelastet eingestufte frühere Ratsherr und von März bis Juni 1945 kommissarischer Bürgermeister Uerdingens, mit dem politisch unbescholtenen Warsch die Änderungen des Dritten Reiches rückgängig zu machen. Am 16. Juni 1945 sprachen sich Holtz und Warsch gegenüber dem Bürgermeister Krefelds, Johannes Stepkes, für die Fortführung der Dachgemeinschaft Krefeld-Uerdingen am Rhein und die Entflechtung der Verwaltungen von Krefeld und Uerdingen aus. Die Übergangszeit müsse um sechs Jahre bis 1955 verlängert werden. „Ich müsste kein Mann des Rechtes sein, wenn ich nicht dafür eintreten würde, dass die vertraglichen Rechte Uerdingens wieder hergestellt werden“, äußerte Stepkes. Doch er wollte „einen unzweifelhaften Beweis“, dass die 1940 entschiedene Verkürzung der Übergangszeit aufgrund unzulässiger Beeinflussung durch die NSDAP erfolgte. Warsch stimmte dem Ansinnen zu und wurde am 1. Juli 1945 als Beamter auf Widerruf bei der Stadt Krefeld-Uerdingen am Rhein und als Vertreter von Stepkes wieder eingestellt. Am 19. Juli 1945 plante Warsch die Uerdinger Verwaltung nach dem Vorbild der Dachgemeinschaft Krefeld-Uerdingen am Rhein neu.
Doch die rechtliche Begutachtung durch den Leiter des Kriegssachschädenamtes, Walther Höller, kam zum Ergebnis, dass die Entscheidungen zur Abschaffung der Dachgemeinschaft nach der Deutschen Gemeindeordnung (DGO) von 1935 – mit Ausnahme der Umbenennung der Gemeinde – korrekt gewesen seien. Warsch hatte zwar darauf hingewiesen, dass die Uerdinger Ratsherren aufgrund des Druckes der NSDAP keine Möglichkeit gesehen hätten, der verkürzten Übergangszeit der Dachgemeinschaft zu widersprechen. Im Ergebnis aber wurde die Wiederherstellung der Dachgemeinschaft bis August 1949 verneint.
Am 30. Juli 1946, auf einer Sitzung der Krefelder Stadtverordnetenversammlung in Uerdingen, erreichte Warsch mit diplomatischen Verhandlungsgeschick noch den Beschluss einer eigenen Uerdinger Ortssatzung, was eine teilweise kommunalrechtliche Eigenständigkeit bedeutete. Damit schien die Selbstverwaltung, im Gegensatz zum ursprünglichen Vertrag von 1928, sogar dauerhaft gesichert. Uerdingen erhielt eine Bezirksverwaltung nach Berliner Muster, mit einem Bezirksbürgermeister und einem Beigeordneten an der Spitze und mit eigenen Zuständigkeiten. Öffentliche Einrichtungen und kulturelle Veranstaltungen wurden den Rheinstädtern dauerhaft zugesichert. Nach Auslegungsschwierigkeiten wurde 1949 der Beschluss, wegen des damaligen Oberstadtdirektors Bernhardt Heun „Lex Heun“ genannt, präzisiert. Die Stellung Uerdingens war Vorbild für die Gemeindeordnung des Landes Nordrhein-Westfalen 1952, das die Einrichtungen von Bezirksvertretungen und Bezirksverwaltungen in Großstädten des Landes ermöglichte.

## Ende der Sonderrechte
Mit der Gebietsreform in Nordrhein-Westfalen 1975 wurden die Sonderrechte Uerdingens  aufgehoben und Krefeld in neue Stadtbezirke aufgeteilt. Von der Gesamtstadt Krefeld-Uerdingen am Rhein übrig geblieben sind daher heute nur noch das gespaltene Stadtwappen von 1950, das im heraldisch linken (also vom Betrachter aus rechten) Teil das Wappen Uerdingens zeigt, und der Stadtkämmerer der Stadt Krefeld als symbolischer Beigeordneter Uerdingens. Uerdingen bildet heute mit Gellep-Stratum den Stadtbezirk Uerdingen der Stadt Krefeld.

## Rezeption
- Jürgen Matz, Sarah Rubal: Die gestohlene Stadt. Historischer Tatsachenroman. tredition GmbH, Hamburg 2020, ISBN 978-3-7497-3275-3.